# Arthur Loth
Pour les articles homonymes, voir Loth (homonymie).
Arthur Loth, né le 16 décembre 1842 à Lille et mort le 3 septembre 1927 à Versailles est un historien journaliste catholique français.

## Biographie
Arthur Loth naît dans une vieille famille de Lille, le 16 décembre 1842. Il suit des études classiques, comme interne chez les jésuites de la rue de Vaugirard, à Paris. Puis il fait des études de Droit. Il passe ensuite avec succès le concours de l’école des Chartes dont il suit les cours de 1864 à 1867, tout en étant reçu avocat au Barreau Impérial de Paris, en 1866. 
Après avoir soutenu en 1869 sa thèse sur Le Songe du Verger (Le Songe du Vergier originellement) et obtenu le titre d'archiviste-paléographe de l'École impériale des chartes, il se rapproche des milieux journalistes conservateurs. Il devient pour un temps rédacteur en chef de L'Univers apprenant tout de Louis Veuillot. Il poursuit en parallèle des recherches sur le christianisme primitif. Il est avant tout connu pour Jésus-Christ dans l'Histoire, l'œuvre de sa vie à laquelle il a consacré près de 25 années.
Catholique, il s’intéresse à la dimension historique de la vie de Jésus. Il a la conviction que le Christ n'est pas né une semaine avant l'an 1 comme le veut la tradition (25 décembre de l'an -1), et encore moins en -7 ou -6, comme le veut l'exégèse contemporaine. Pour soutenir cette thèse il fouille les fonds d'archives romaines, patristiques  ou israélites dont il dispose et conclut ses recherches en affirmant que le Christ n'est pas né le 25 décembre de l'an 753 de Rome (soit une semaine avant l'an 1) mais bien dans la nuit du 5 au 6 janvier de l'an 750 de Rome (soit au début de l'an -4) et qu'il n'est, par conséquent, pas mort à 33 ans mais à 36 ans, en l'an 33 de notre ère. Rappelons que l'exégèse contemporaine fixe plutôt en l'an 29 ou 30, l'année de la mort de Jésus.  
Ces recherches sont longtemps restées à l'état de manuscrit. Leur publication, en 2003, a été prise en main par son petit-fils Henry Brière-Loth qui a effectué pour cela un long travail de mise en forme.
Les découvertes photographiques sur le linceul de Turin dont Arthur Loth est l'un des premiers à mesurer l’intérêt historique, sont à l'origine de cet ouvrage.
Il est le frère de Mgr Julien Loth.

## Publications
- Arthur Loth, Jésus-Christ dans l'Histoire, Paris, François-Xavier de Guibert, 2003 (ISBN 978-2-86839-588-7 et 2-8683-9588-0)
- Arthur Loth, Autour Du Bon Curé, Recueil De Légendes Et D'histoires, René Haton, 1885
- Arthur Loth, Jésus De Nazareth, Renouard, 1911
- Arthur Loth, La Charité Catholique En France Avant La Révolution, Hachette Livre Bnf
- Arthur Loth , Le chant de la Marseillaise: son véritable auteur, Paris : V. Palmé, 1886  — réédition sous le titre : La Marseillaise: enquête sur son véritable auteur, Paris : Nouvelles Éditions Latines, 1992
- Arthur Loth, L'art, Librairie Bloud & Barral
- Arthur Loth, Le Livre Du Jeune Français : Manuel D'instruction Civique, Sté Générale De Librairie Catholique, 1883
- Arthur Loth, Le Miracle En France Au Dix Neuvième Siècle, Desclee De Brouwer, 1894
- Arthur Loth, L’échec De La Restauration Monarchique En 1875, Librairie Académique Perrin Et Cie, 1910
- Arthur Loth, Les Cathédrales De France, Laurens
- Arthur Loth, Saint Vincent De Paul : Le Mariage Du Ciel Et De La Terre, Chanteloup
- Arthur Loth, Saint Vincent De Paul Et Sa Mission Sociale, P., Dumoulin Et Cie, 1880
- Arthur Loth, Les légendes révolutionnaires, un mot de Mirabeau, Extrait de La vérité du 15 juillet 1897, 1897
- Arthur Loth, Le portrait de N.-S. Jésus-Christ d après le Saint-Suaire de Turin avec reproduction photographiques
- Arthur Loth, La cause d'Honorius. Documents originaux avec traduction, notes et conclusion., Paris, Victor Palmé, 1870
- Arthur Loth, Une carrière sociale, Gaston le Hardy (1833-1911), Tolra et M.Simonet